# James Fox (Ingenieur)
James Fox (* 1789; † 1859) war ein Werkzeugmaschinenhersteller, der vorher als Butler bei Rev. Thomas Gisborne, of Foxhall Lodge, in Staffordshire angestellt war und ein starkes Interesse am Handwerk hatte. Sein Arbeitgeber ermutigte ihn nicht nur, sondern half ihm auch, ein eigenes Unternehmen zu gründen.
Das Wachstum der Baumwoll-, Seide und Spitzen- und Strumpfwarenindustrie in der Umgebung von Derby verlangte nach fachmännischen Maschinenbauern. Daher baten sich Fox viele Möglichkeiten Arbeit zu finden. Seine lace machinery (Spitzenmaschine) wurde gefeiert und er versorgte damit die Nachbarstadt Nottingham. Auch von den großen Unternehmen Arkwright und Strutt, den Gründer der modernen Baumwollherstellung, bekam Fox Aufträge.
Fox baute um 1814 unabhängig von Murry und Richard Roberts eine der ersten Hobelmaschinen, die als wesentliches Alleinstellungsmerkmal auch den Rückhub des Meißels zum Spanen anwandte. Durchgesetzt hat sich aber schließlich der auch von James Nasmyth verwendete Eilrücklauf.
Größeren Einfluss übte Fox auf die Entwicklung der Drehmaschine aus. Als Neuerungen brachte er zur Bewegung des Supports ein Zahnstange am Drehmaschinenbett an, um so über ein Getriebe und die Zugspindel die Leitspindel zu entlasten. Weiterhin trennte er die Führung des Supports von der des Reitstocks. Neben der Herstellung für Großbritannien exportierte er viele Maschinen ins Ausland nach Frankreich, Russland und Mauritius. Unter anderem lieferte er 1830 eine Drehbank mit Fußantrieb und Zugspindel an die Metallwerkstatt des Königlichen Gewerbeinstituts zu Berlin.
Fox’ Unternehmen in Derby wurde von seinen Söhnen weitergeführt, jedoch ist die Geschichte des Unternehmens ab dem letzten Drittel des 19. Jahrhunderts unbekannt.
Einige von Foxes Maschinen wurden in zeitgenössischer Literatur abgebildet und einige werden als Museumsstücke in Birmingham und Norwegen ausgestellt.